# Emil Benecke
Emil Curt Benecke (ur. 4 października 1898 w Magdeburgu, zm. 12 sierpnia 1945 w Rydze) – niemiecki piłkarz wodny. Dwukrotny medalista olimpijski.
W 1928 w Amsterdamie wspólnie z kolegami został mistrzem olimpijskim. Cztery lata później znalazł się wśród srebrnych medalistów igrzysk. Był medalistą mistrzostw Europy w 1926 i 1931. Był mistrzem Niemiec nie tylko w piłce wodnej, ale i konkurencjach pływackich.
Zmarł w radzieckiej niewoli, kilka miesięcy po zakończeniu wojny.